# Mampato: La Corte del Rey Arturo de Mampato
La Corte del Rey Arturo de Mampato, segundo libro de la historieta Mampato. Mampato estaba de vacaciones en la parcela de su tío, y empieza a leer un libro que trata del medievo.
Basado en esto va a buscar su cinto espacio temporal, y como cree que esos tiempos son muy peligrosos, va a buscar a su amigo Ogú. Este acepta gustoso, ya que tiene tres mujeres que no lo dejan tranquilo. Aparecen en Inglaterra en el siglo VI, y se encuentran con el Rey Arturo y su corte de caballeros de la Mesa Redonda.
Después de una serie de aventuras en las que salva a un gigante y al mismo rey, a Ogú lo nombran caballero de la Mesa Redonda, y a Mampato su escudero. Esta historia continúa en el libro Morgana la hechicera.
- Datos: Q5990942